# Aleš Hanzlík
Aleš Hanzlík (* 6. únor 1987 Most) je český fotbalový obránce, momentálně hrající v klubu FC Písek.

## Kariéra
Do dospělého a zároveň profesionálního fotbalu nahlédl v dresu druholigového klubu FK Ústí nad Labem. Na severu Čech strávil dvě sezony a poté odešel do Teplic. V Teplicích se mu ovšem příliš nedařilo a tak v roce 2008 odešel do klubu FK Baník Sokolov. Po čtyřech sezonách strávených v Sokolové odešel na další angažmá do SK Dynamo České Budějovice. V Českých Budějovicích působil dva roky, v roce 2015 zamířil na hostování do FK Baník Most 1909. Ve stejném roce přestoupil do jiného jihočeského klubu FC MAS Táborsko, odkud zamířil v roce 2017 do amatérské soutěže ČFL, v sezoně 2018/19 hájí barvy klubu FC Písek.